# Marcipopsis
Marcipopsis is een geslacht van vlinders van de familie spinneruilen (Erebidae), uit de onderfamilie Calpinae.

## Soorten
- M. alumna (Saalmüller, 1891)
- M. asinana (Saalmüller, 1891)
- M. aureolimbata Berio, 1966
- M. bicolor Viette, 1972
- M. concinna Berio, 1966
- M. limosa (Saalmüller, 1891)
- M. lucina Viette, 1972
- M. multipuncta Viette, 1972
- M. niobe Viette, 1972
- M. pallidula (Saalmüller, 1891)
- M. perineti Viette, 1972
- M. proxima Berio, 1966
- M. uniformis Berio, 1966